# Hammeren og Slotslyngen
Hammeren og Slotslyngen este o arie protejată (arie specială de conservare — SAC, sit de importanță comunitară — SCI) din Danemarca întinsă pe o suprafață de 549 ha, integral pe uscat.

## Localizare
Centrul sitului Hammeren og Slotslyngen este situat la coordonatele 55°16′02″N 14°45′45″E / 55.267222°N 14.7625°E.

## Înființare
Situl Hammeren og Slotslyngen a fost declarat sit de importanță comunitară în mai 1998 pentru a proteja 1 specie de animale. Situl a fost protejat și ca arie specială de conservare în decembrie 2011.

## Biodiversitate
Situată în ecoregiunile continentală și marină baltică, aria protejată conține 27 de habitate naturale: Lacuri și iazuri distrofice naturale, Păduri de fag Luzulo-Fagetum, Păduri de fag acidofile atlantice, cu subarboret de Ilex și, uneori, de asemenea, Taxus, la nivelul arbuștilor (Quercion robori-petraeae sau Ilici-Fagenion), Păduri de fag Asperulo-Fagetum, Păduri de stejar sau de stejar și carpen sub-atlantice și medio-europene de Carpinion betuli, Păduri aluvionare cu Alnus glutinosa și Fraxinus excelsior (Alno-Padion, Alnion incanae, Salicion albae), Formațiuni de Juniperus communis pe lande sau pajiști calcaroase, Peșteri marine scufundate complet sau parțial, Mlaștini turboase de tranziție și turbării mișcătoare, Pante stâncoase silicioase cu vegetație casmofită, Roci stâncoase cu vegetație pionieră de Sedo-Scleranthion sau Sedo albi-Veronicion dillenii, Pajiști uscate seminaturale și facies de acoperire cu tufișuri pe substraturi calcaroase (Festuco-Brometalia) (* situri importante pentru orhidee), Izvoare petrifiante cu formare de travertin (Cratoneurion), Ape puternic oligomezotrofe cu vegetație bentonică cu Chara spp., Faleze cu vegetație de pe coastele atlantice și baltice, Lacuri eutrofice naturale cu vegetație de tip Magnopotamion sau Hydrocharition, Vegetație psamofilă uscată cu Calluna și Empetrum nigrum, Mlaștini alcaline, Mlaștini împădurite, Păduri acidofile de stejar bătrân cu Quercus robur pe câmpii nisipoase, Pășuni atlantice udate de apa mării (Glauco-Puccinellietalia maritimae), Vegetație anuală la limita mareei, Formațiuni ierboase bogate în specii de Nardus, dezvoltate pe substraturi silicioase în zone montane (și în zone submontane, în Europa continentală), Ape stătătoare oligotrofe până la mezotrofe, cu vegetație de Littorelletea uniflorae și/sau de Isoëto-Nanojuncetea, Pajiști cu Molinia pe soluri calcaroase, turboase sau argilos-nămoloase (Molinion caeruleae), Pajiști uscate europene, Pajiști umede nord-atlantice cu Erica tetralix.
La baza desemnării sitului se află o specie protejată de  amfibieni: triton cu creastă (Triturus cristatus).